# Läskunnighet

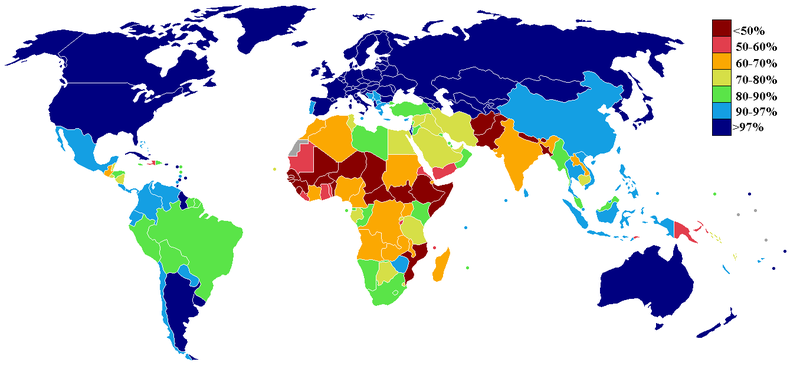
Läs- och skrivkunnigheten i olika länder.

Läs- och skrivkunnighet (eller alfabetism), är någons förmåga att förstå och forma text. Det står i motsats till analfabetism, frånvaron av läs- och skrivkunnighet. Ibland talas endast om läskunnighet.
Vid jämförelser mellan länder brukar läs- och skrivkunnighet vara en parameter. I industriländerna kan nästan alla läsa och skriva. I de fall läs- och skrivkunnighet saknas beror det ofta på dyslexi eller hänger samman med att man som barn bott i utvecklingsland och inte fått gå i skolan. I utvecklingsländer där många barn inte fått gå i skola, brukar läs- och skrivkunnigheten vara lägre. 
Analfabetismen har minskat kraftigt under 1900-talet och halverats sedan 1970. Läs- och skrivkunnigheten ökar i alla världsdelar.
En internationell undersökning publicerad 2013 konstaterade att 13% av Sveriges befolkning, motsvarande 780 000 personer i åldern 16-65 år, saknar tillräckliga läs- och skrivkunskaper för att klara sig i samhället. Läsförmågan bland skolbarn i Sverige har sjunkit sedan 1970-talet. Efter flyktingvågen 2015 ökade andelen lågutbildade i Sverige kraftigt. Exakt hur många av de lågutbildade som är analfabeter är okänt då det saknas tillförlitlig statistik.

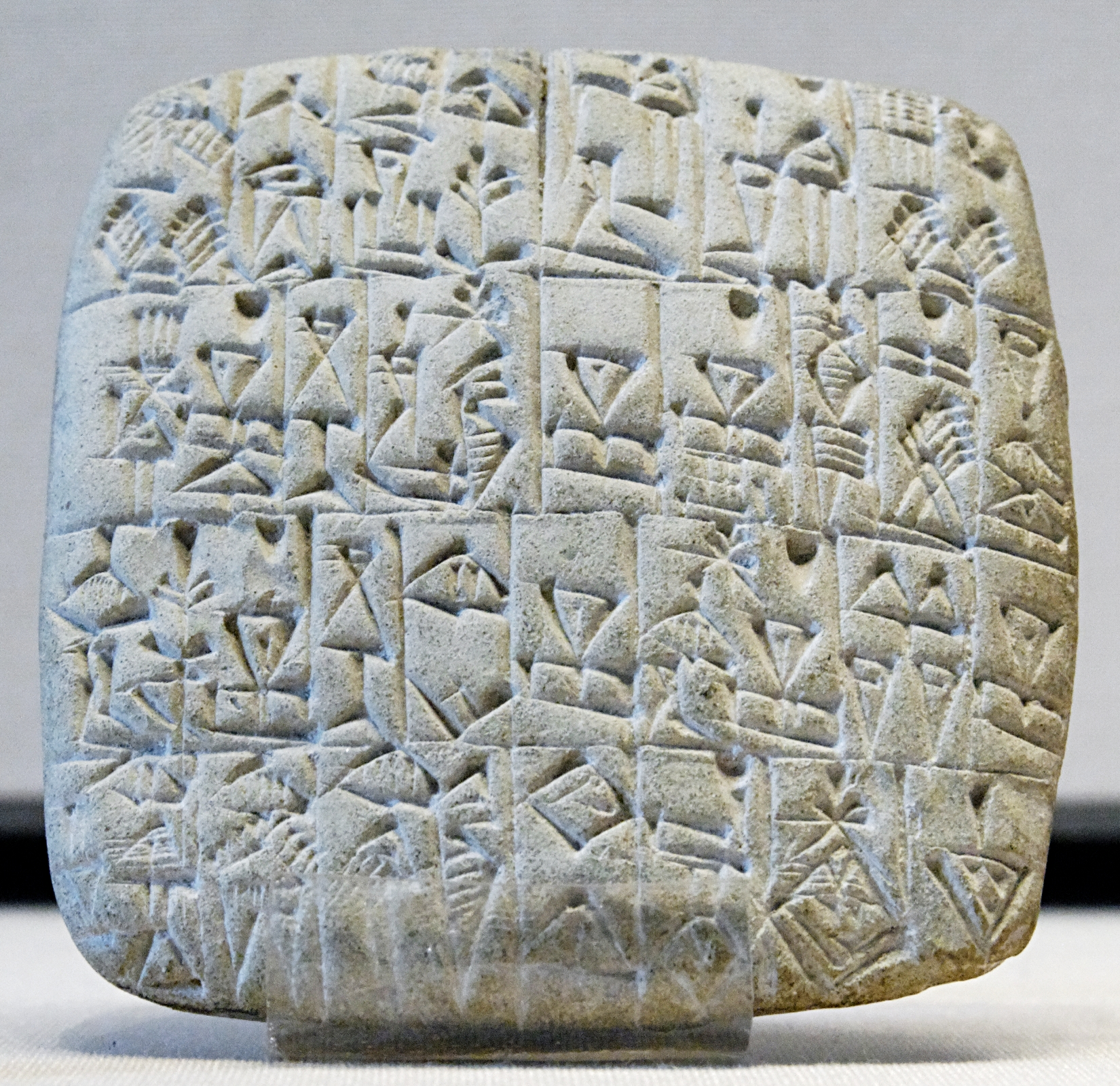
Faktura för en manlig slav och en byggnad i Shuruppak. En sumerisk stentavla, cirka 2600 f. Kr.

## Historia

### Den tidiga utvecklingen
Läs- och skrivkunnighet är ett begrepp som först användes i samband med talförståelse och beräkningshjälpmedel så tidigt som 8 000 f. Kr. Skriftspråk utvecklades oberoende vid åtminstone fyra tillfällen i mänsklighetens historia; i Mesopotamien, Egypten, Mexiko och Centralamerika och i Kina.
Den tidigaste skriftliga kommunikationen var sumerisk och skedde i södra Mesopotamien 3 500-3 000 f. Kr. På den tiden uppstod behovet av läs- och skrivkunnighet för att kunna hantera de snabbt ökande informationsmängder som blev en följd av skriftens utveckling. Skrifttecknen utvecklades i detta område av världen för att hålla reda på jordbruksproduktion och affärstransaktioner. Tecknen blev upphovet till kilskriften i dess tidigaste form, sedan sumererna börjat skriva texten på lerplattor. Den första kilskriften innehöll siffror, men också ideogram som avbildade de objekt som räknades.
De egyptiska hieroglyferna utvecklades 3300-3100 f. Kr. och blev det första skriftspråket som utvecklades fonetiskt.

### Utvecklingen efter att de lösa typerna vid boktryckeri införts
Sedan Johannes Gutenberg under 1400-talet uppfunnit de lösa typerna vid boktryckeri började den breda massan människor för första gången lära sig läsa. I Sverige (inklusive Finland) var läs- och skrivkunnigheten tidigt mycket hög. Redan i kyrkolagen från 1686, när husförhörssystemet inrättades, ålades klockaren att lära alla barn i församlingen att läsa. Läsheten var därför allmän i Sverige redan på 1700-talet, vilket är mycket tidigt sett ur ett internationellt perspektiv. Dock handlade det inte om att läsa som vi tänker oss idag. Det var mycket en fråga om utantilläsning. Många kunde läsa texter de redan hört men inte för dem nya och okända texter. Först i mitten av 1800-talet började läskunnigheten på allvar bli allmänt spridd i västvärlden. I dag är läs- och skrivkunnighet en av FN:s mänskliga rättigheter. Svenska skolbarn har länge varit bäst i världen på att läsa, men sedan 2001 har läskunnigheten bland barn i årskurs fyra minskat i förhållande till Ryssland, Hongkong och Kina som alltså har fler läskunniga barn i samma ålder.

Analfabetismen i världen halverades mellan 1970 och 2005.

## Fysiologisk betydelse
Den ledande hjärnforskaren Martin Ingvar säger att läskunnighet innebär en rad fördelar, förutom just kommunikationen i hjärnan. Läsandet utvecklar de delar av hjärnan som påverkar minnet, uppmärksamheten, förmågan att tänka abstrakt, förståelse av information, beslutsfattande och kritiskt tänkande.

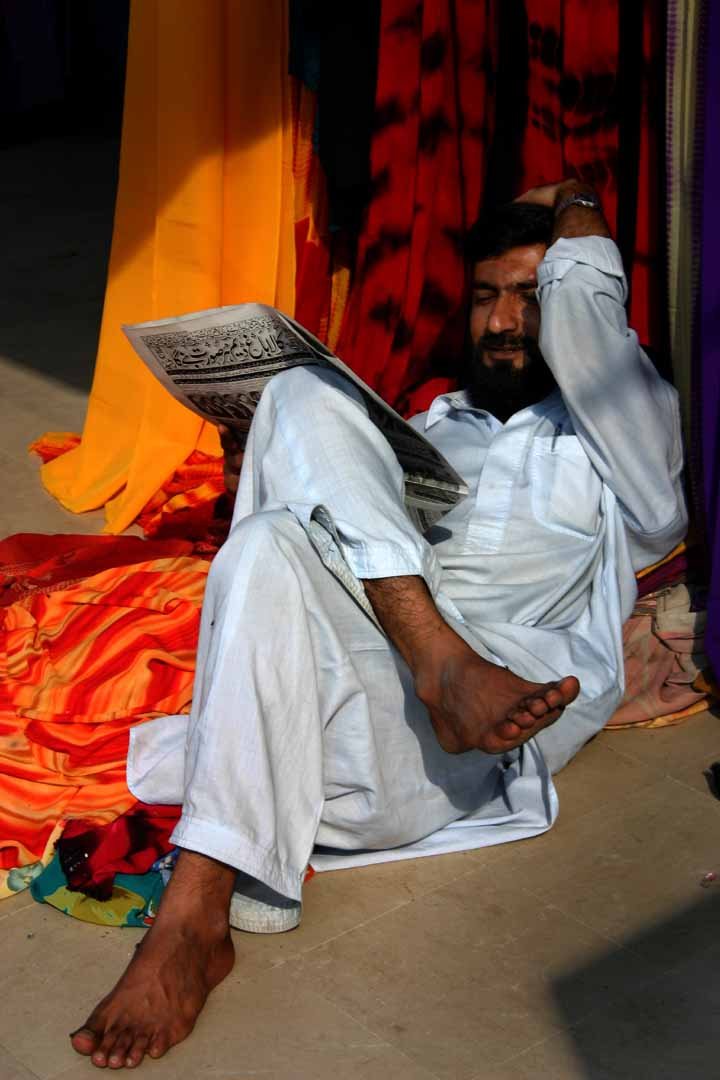
En pakistanier läser tidningen.

## Könsskillnader i läskunnighet
Enligt den tredje punkten i millenniemålen, som antagits av Förenta nationernas samtliga 193 medlemsstater, ska antalet läskunniga kvinnor vara lika stort som antalet läskunniga män vid 2015. Enligt en undersökning som gjorts är det inte så än. Till exempel i Haiti fanns 2006 0,95 läskunniga kvinnor per läskunnig man. I Niger däremot var antalet läskunniga unga kvinnor per läskunnig ung man 0,44.

## Analfabetism
Även i ett industriland som Sverige kan det finnas funktionella analfabeter, personer som trots skolundervisning har en mycket begränsad förmåga att läsa och skriva. Analfabeter som flyttar till industriländer får ofta problem att orientera sig i en mycket textbaserad verklighet.
Det finns olika definitioner på analfabetism. Det har argumenterats att förmågan att använda internet skall inkluderas.
Att inte kunna förstå vetenskapliga texter och värdera dem kallas ibland vetenskaplig analfabetism.
Religionsutövning påverkar analfabetismen; religioner som är textbaserade försöker som regel få sina anhängare att lära sig förstå texter. Anhängare till sådana religioner har som regel bättre läskunnighet än andra eller åtminstone bättre förutsättningar för läskunnighet.
Bomärke användes som signatur i många samhällen med låg läskunnighet. Användandet av sådana märken är idag i praktiken utdöd i västvärlden.